# Amberg

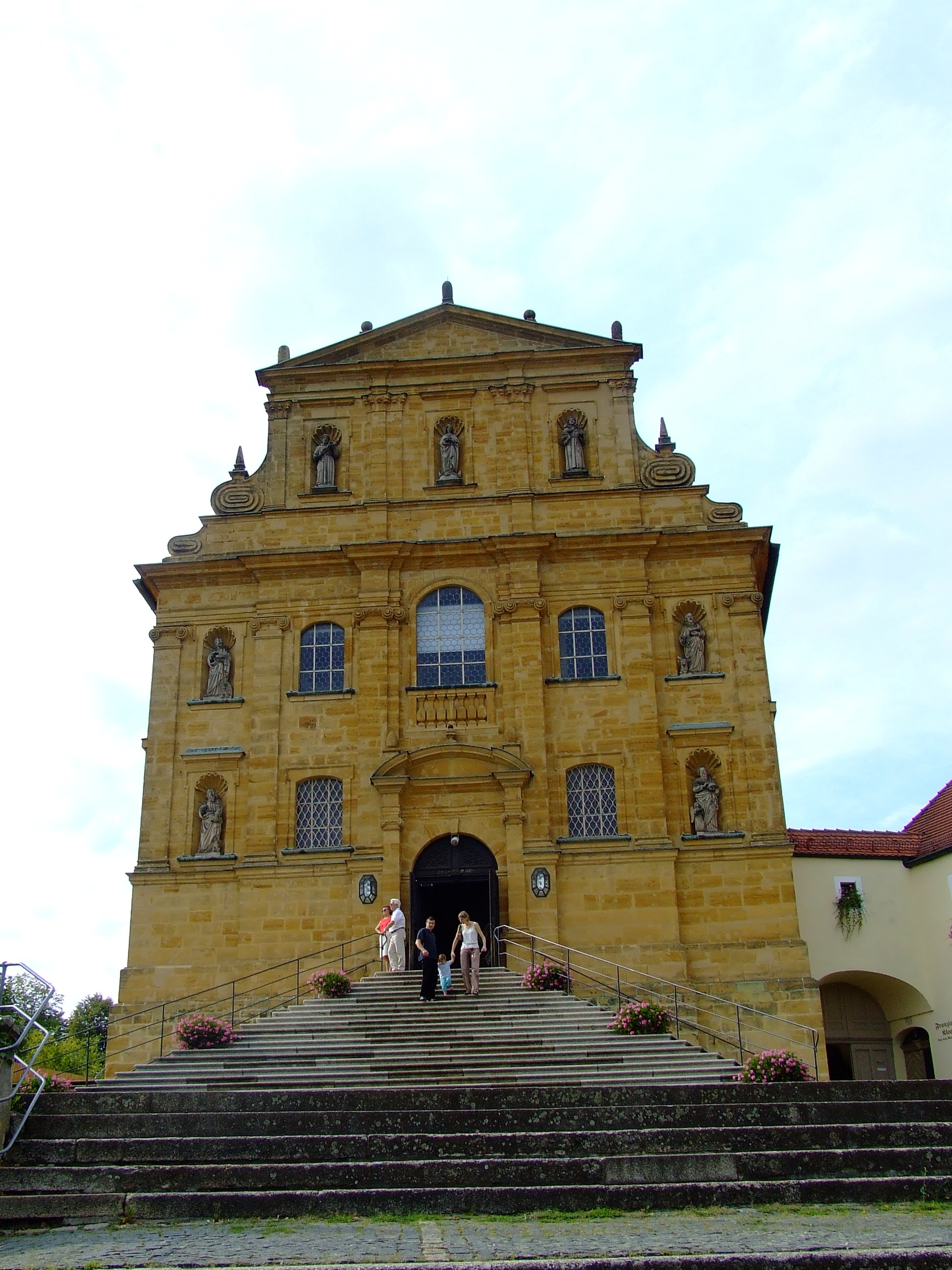
Amberg
(Biserica Romano-Catolică "Maria Hilf")

Amberg este o localitate urbană de tip târg, un oraș din regiunea administrativă Palatinatul Superior, landul Bavaria, Germania.

## Personalități născute aici
- Margareta de Bavaria (1456 – 1501), prințesă a Bavariei.